# Hellbilly Deluxe
| 전문가 평가          | 전문가 평가 |
| 평가 점수            | 평가 점수   |
| 출처                 | 점수        |
| -------------------- | ----------- |
| AllMusic             | [ 4 ]       |
| Billboard            | (favorable) |
| Entertainment Weekly | (C+)        |
| Legends Magazine     | [ 7 ]       |
| Los Angeles Times    | [ 8 ]       |
| Rolling Stone        | [ 9 ]       |
| Yahoo! Music         | (favorable) |

《Hellbilly Deluxe: 13 Tales of Cadaverous Cavorting Inside the Spookshow International》은 미국의 음악가이자 영화 제작자인 롭 좀비의 솔로 데뷔 스튜디오 음반이다. 이 음반은 그가 두 개의 멀티 플래티넘 스튜디오 음반을 발매했던 밴드 화이트 좀비를 제외하고 그의 첫 번째 음반이다. 《Hellbilly Deluxe》는 1998년 8월 25일 게펀 레코드를 통해 발매되었다. 음악적으로, 이 프로젝트는 고전 공포 영화에 대한 좀비의 사랑을 헤비 메탈과 일렉트로닉 음악과 함께 그리고 있다. 그 음반의 가사는 살인, 혼란, 그리고 초자연적인 힘에 대해 말한다. 《Hellbilly Deluxe》의 대다수는 캘리포니아에서 녹음되었고 좀비와 스콧 험프리가 프로듀싱했다. 좀비는 모든 곡의 작곡가로 인정받고 있다.
《Hellbilly Deluxe》는 음반의 프로듀싱에 찬사를 받으며 전반적으로 긍정적인 평가를 받았다. 이 음반은 빌보드 200에서 상위 5위에 올랐고 미국에서 3백만 장 이상이 팔리며 상업적 성공을 거두었다. 《Hellbilly Deluxe》는 좀비의 전 밴드 판매량음반보다 더 많이 팔려 성공적인 솔로 가수로 자리매김했다. 이 프로젝트는 북미에서의 성공을 재현하지는 못했지만 전 세계 여러 차트에 올랐다. 발매 이후, 이 음반은 많은 출판물들로부터 "쇼크 록 고전"이라는 타이틀을 얻었다.
이 음반에 앞서 좀비의 데뷔 싱글 〈Dragula〉가 발표되었다. 이 곡은 미국에서 히트를 쳤고 영국 싱글 차트에도 올랐다. 〈Living Dead Girl〉은 음반의 두 번째 싱글로 발표되었고 이전 음반과 비슷한 성공을 거두었다. 이 음반의 세 번째이자 마지막 싱글은 〈Superbeast〉였는데, 이 싱글은 이 음반의 첫 두 싱글의 광고 무대를 모방하는 데 실패했다. 이 세 곡 모두 다양한 영화와 비디오 게임에 출연하며 미디어에서 널리 사용되었다. 〈Dragula〉는 좀비의 대표곡으로 종종 언급되며 그의 전 세계에서 가장 많이 팔린 싱글곡이다. 《Hellbilly Deluxe》는 지금까지 좀비의 가장 성공적인 음반이다.

## 성장
좀비는 헤비 메탈 밴드 화이트 좀비의 창단 멤버로 처음 유명해졌다. 이 밴드는 독립적으로 두 개의 스튜디오 음반을 발매했는데, 이 음반은 상업적인 성공에는 실패했지만 커트 코베인과 이기 팝 같은 아티스트들의 관심을 끌었다. 이 그룹은 세 번째 스튜디오 음반을 발매하기 위해 게펀 레코드와 계약했다. 이 프로젝트는 전세계적으로 2백만 장 이상이 팔리며 상업적 성공을 거두었다. 그들의 네 번째 스튜디오 음반도 비슷한 성공을 거두었고, 미국에서 2백만 장이 넘는 판매고를 올렸다. 좀비는 〈More Human than Human〉이 발매된 이후 이 밴드의 뮤직 비디오를 감독하기 시작했다. 좀비는 1996년에 앨리스 쿠퍼와 함께 〈Hands of Death (Burn Baby Burn)〉라는 제목의 첫 번째 솔로 곡을 발매했다. 《Songs in the Key of X: Music from and Inspired by the X-Files》로 녹음된 이 곡은 제39회 그래미 어워드에서 최우수 메탈 퍼포먼스 부문 그래미 어워드 후보에 올랐다. 이듬해, 그는 하워드 스턴과 함께 원곡 〈The Great American Nightmare〉를 영화 《프라이벗 파츠》(1997년)의 사운드트랙에 기고했다.

## 상업 실적
9월 12일에, 《Hellbilly Deluxe》는 미국 빌보드 200 차트에서 5위로 데뷔했다. 이 음반은 발매 첫 주에 약 12만 1천 장이 팔렸다. 이 프로젝트의 첫 주 판매량은 좀비의 경력 중 가장 높은 것으로 알려져 4개의 화이트 좀비 스튜디오 음반의 첫 주 판매량보다 더 많이 팔렸다. 음반은 그 다음 주에 차트에서 12위로 떨어졌고 그 다음 주에는 16위로 떨어졌다. 《Hellbilly Deluxe》는 9월 29일까지 50만 장 이상을 출하하여 미국 음반 산업 협회로부터 골드 인증을 받았다. 11월 4일 판매량 100만 장 돌파로 플래티넘 인증을 받은 데 이어 이듬해 4월 멀티 플래티넘 상을 받았다. 《Hellbilly Deluxe》는 계속해서 빌보드 200 차트에서 66주 이상을 보내며 좀비의 가장 긴 차트 작성 노력이 되었다. 이 음반은 2000년 1월 11일 3백만 장의 음반 출하량에 대해 트리플 플래티넘 인증을 받았다. 《Hellbilly Deluxe》는 발매 이후 좀비의 가장 상업적으로 성공한 음반이 되었다.

## 곡 목록
모든 곡들은 롭 좀비에 의해 작사/작곡하였다.
| #   | 제목                                              | 재생 시간 |
| --- | ------------------------------------------------- | --------- |
| 1.  | 〈Call of the Zombie〉                            | 0:30      |
| 2.  | 〈Superbeast〉                                    | 3:40      |
| 3.  | 〈Dragula〉                                       | 3:42      |
| 4.  | 〈Living Dead Girl〉                              | 3:21      |
| 5.  | 〈Perversion 99〉                                 | 1:43      |
| 6.  | 〈Demonoid Phenomenon〉                           | 4:11      |
| 7.  | 〈Spookshow Baby〉                                | 3:38      |
| 8.  | 〈How to Make a Monster〉                         | 1:38      |
| 9.  | 〈Meet the Creeper〉                              | 3:13      |
| 10. | 〈The Ballad of Resurrection Joe and Rosa Whore〉 | 3:55      |
| 11. | 〈What Lurks on Channel X?〉                      | 2:29      |
| 12. | 〈Return of the Phantom Stranger〉                | 4:32      |
| 13. | 〈The Beginning of the End〉                      | 1:52      |

## 인증
| 국가                                                  | 인증        | 판매량/출하량 |
| ----------------------------------------------------- | ----------- | ------------- |
| 캐나다 (뮤직 캐나다)                                  | 2× 플래티넘 | 200,000^      |
| 영국 (BPI)                                            | 실버        | 60,000*       |
| 미국 (RIAA)                                           | 3× 플래티넘 | 3,000,000^    |
| *판매량을 기반으로 한 인증 ^출하량을 기반으로 한 인증 |             |               |